# (78799) 2002 XW93
(78799) 2002 XW93 ist ein großes transneptunisches Objekt, welches bahndynamisch als Zentaur oder allgemeiner als «Distant Object» eingestuft wird. Aufgrund seiner Größe ist der Asteroid ein Zwergplanetenkandidat.

## Entdeckung
2002 XW93 wurde am 10. Dezember 2002 von einem Astronomenteam am Palomar-Observatorium (Kalifornien) entdeckt. Die Entdeckung wurde am 5. Januar 2003 bekanntgegeben, zusammen mit (612533) 2002 XV93 und (119979) 2002 WC19. Der Planetoid erhielt von der IAU die Kleinplaneten-Nummer 78799.
Nach seiner Entdeckung ließ sich 2002 XW93 auf Fotos vom 17. Dezember 1989, die im Rahmen des Digitized Sky Survey am Palomar-Observatorium gemacht wurden, zurückgehend identifizieren und so sein Beobachtungszeitraum um 13 Jahre verlängern, um seine Umlaufbahn genauer zu berechnen. Im April 2017 lagen insgesamt 29 Beobachtungen über einen Zeitraum von 19 Jahren vor. Die bisher letzte Beobachtung wurde im September 2008 mit dem Hubble-Weltraumteleskop durchgeführt.

## Eigenschaften

### Umlaufbahn
2002 XW93 umkreist die Sonne in 228,36 Jahren auf einer stark elliptischen Umlaufbahn zwischen 27,91 AE und 46,81 AE Abstand zu deren Zentrum. Die Bahnexzentrizität beträgt 0,253, die Bahn ist 14,38° gegenüber der Ekliptik geneigt. Derzeit ist der Planetoid 45,69 AE von der Sonne bzw. 44,96 von der Erde entfernt (Stand 1. Februar 2019). Das Perihel durchlief er das letzte Mal 1927, der nächste Periheldurchlauf dürfte also um das Jahr 2155 erfolgen.
Marc Buie (DES) stuft ihn als Zentauren ein, das Minor Planet Center als «Distant Object». Das Johnston’s Archive führt es als «other TNO» auf, was bedeutet, dass es mit Sicherheit kein Cubewano oder Resonantes KBO ist; allerdings befindet es sich nahe der 5:7–Resonanz mit dem Planeten Neptun.

### Größe
Derzeit wird von einem Durchmesser von etwa 565 km ausgegangen, basierend auf einem Rückstrahlvermögen von 3,8 % und einer absoluten Helligkeit von 5,5 m. Die scheinbare Helligkeit von 2002 XW93 beträgt 21,99 m.
Da anzunehmen ist, dass sich 2002 XW93 aufgrund seiner Größe im hydrostatischen Gleichgewicht befindet und somit weitgehend rund sein muss, sollte er die Kriterien für eine Einstufung als Zwergplanet erfüllen. Mike Brown geht davon aus, dass es sich bei 2002 XW93 um wahrscheinlich einen Zwergplaneten handelt.
| Jahr                                         | Abmessungen km   | Quelle         |
| -------------------------------------------- | ---------------- | -------------- |
| 2012                                         | 565,0 +71,0−73,0 | Vilenius u. a. |
| 2018                                         | 584,0            | Brown          |
| Die präziseste Bestimmung ist fett markiert. |                  |                |